# Marlon Humphrey
Marlon N. Humphrey (* 8. Juli 1996 in Hoover, Alabama) ist ein US-amerikanischer American-Football-Spieler in der National Football League (NFL). Er spielt für die Baltimore Ravens als Cornerback.

## College
Humphrey, Sohn von Bobby Humphrey, ehemaliger Runningback bei den Denver Broncos sowie den Miami Dolphins und Teilnehmer beim Pro Bowl 1991, ließ schon früh sportliches Talent erkennen und machte während der Highschool auch als Leichtathlet von sich reden. So errang er etwa bei Leichtathletik-Jugendweltmeisterschaften 2013 die Silbermedaille im 110-Meter-Hürdenlauf.
Er besuchte die University of Alabama und spielte für deren Mannschaft, die Crimson Tide, äußerst erfolgreich College Football. Er konnte mit seinem Team 2015 die nationale Meisterschaft gewinnen und wurde für seine Leistungen in diverse Auswahlteams berufen. Er bestritt für Alabama zwei Spielzeiten und konnte in 29 Partien 81 Tackles setzen und 13 Pässe verhindern. Außerdem gelangen ihm fünf Interceptions sowie ein Touchdown.

## NFL
Trotz seiner vergleichsweise geringen Erfahrung wurde Humphrey beim NFL Draft 2017 in der ersten Runde als 16. Spieler insgesamt und als zweiter Cornerback nach Marshon Lattimore von den Baltimore Ravens ausgesucht. Er erhielt einen Vierjahresvertrag über garantierte 11,84 Millionen US-Dollar.
Bereits in seiner Rookie-Saison kam er in allen Spielen zum Einsatz, fünfmal sogar als Starter. In den folgenden beiden Jahren entwickelte er sich immer mehr zum Leistungsträger, der vor allem in der Spielzeit 2019 zu einem bestimmenden Faktor in der Verteidigung der Ravens wurde. Er war bei 98 % aller Defensiv-Spielzüge auf dem Feld, wobei ihm 62 Tackles, 14 Passverteidigungen, drei Interceptions und zwei Touchdowns gelangen. Am Ende dieser erfolgreichen Saison wurde er erstmals in den Pro Bowl berufen.